# Siwa Kotlina

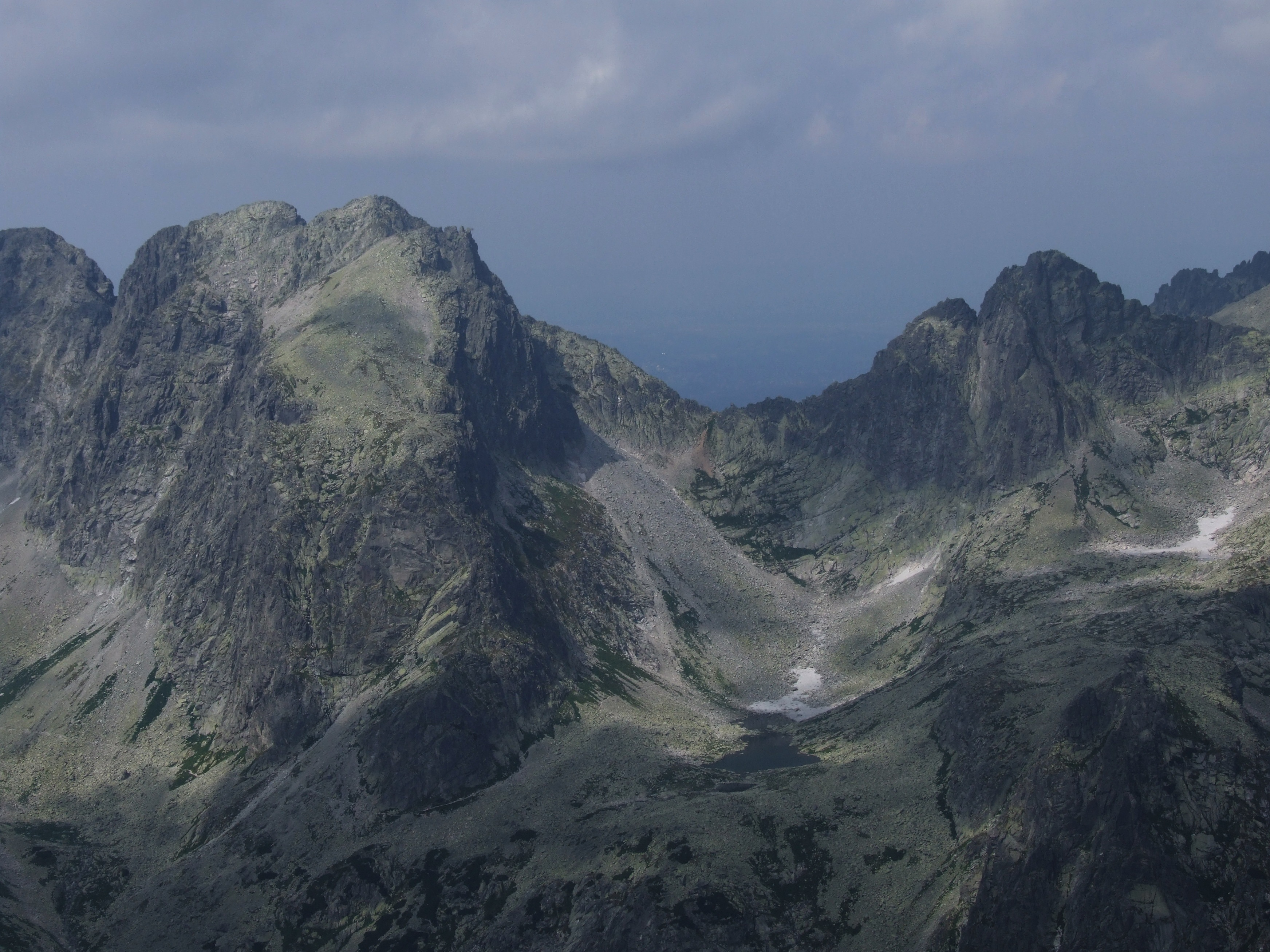
Jaworowy Szczyt, Jaworowa Przełęcz, Siwa Kotlina, Ostry Szczyt

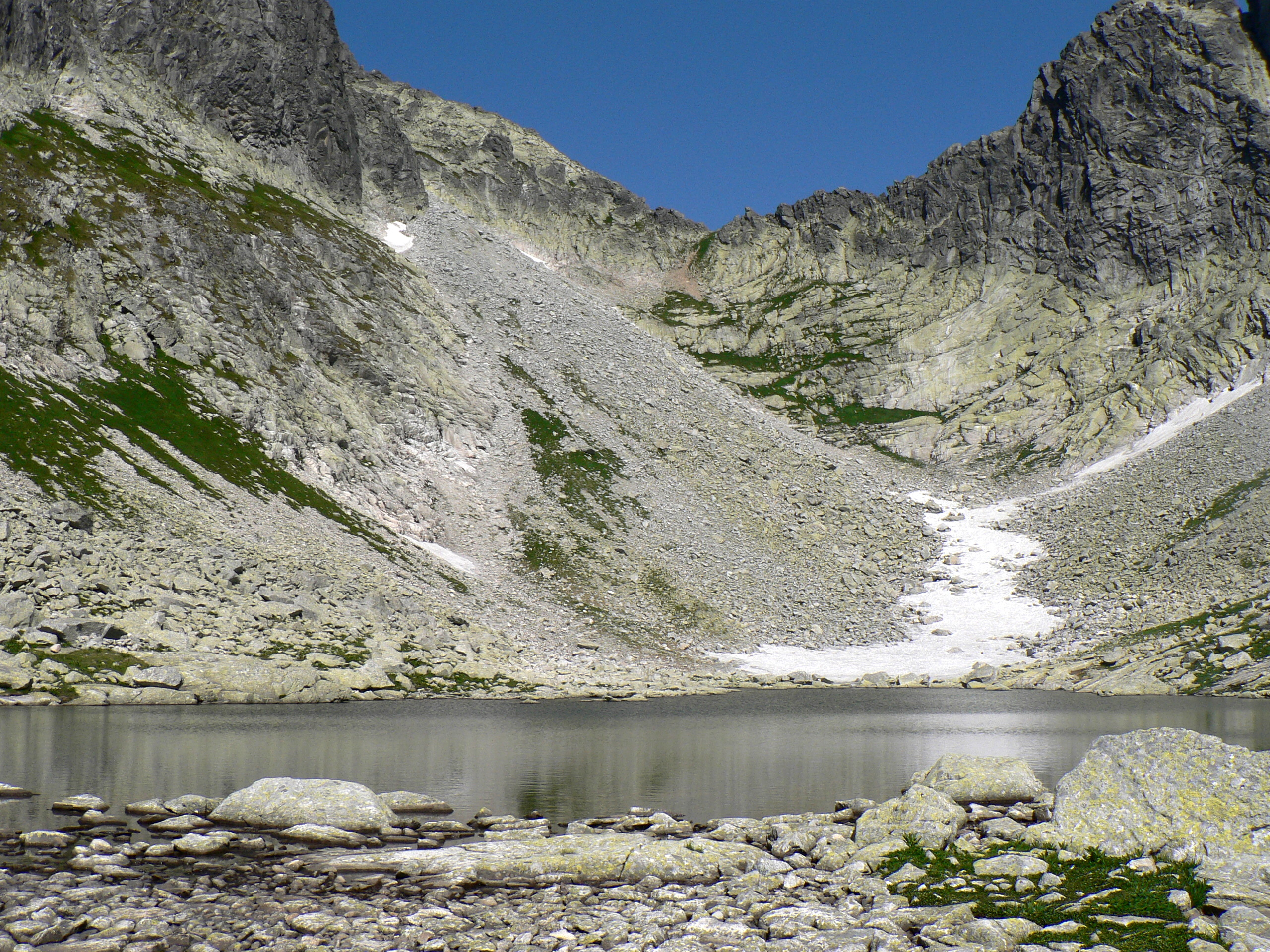
Jaworowa Przełęcz i Siwa Kotlina

Siwa Kotlina (słow. Ostrý kotol, Kotol Sivých plies, niem. Kessel der Schnittlauchseen, Schnittlauchsee-Kessel) – kotlina położona na wysokości od 2000 do 2100 m n.p.m. stanowiąca jedną z górnych części Doliny Staroleśnej w słowackiej części Tatr Wysokich. Siwa Kotlina leży bezpośrednio poniżej Jaworowej Przełęczy, południowej ściany Małego Ostrego Szczytu, południowo-zachodniej ściany Ostrego Szczytu i południowo-wschodniej ściany Jaworowego Szczytu. Na jej dnie położone są trzy Siwe Stawy, które są jedną z grup należących do tzw. Staroleśnych Stawów. Przez południową część Siwej Kotliny przebiega żółto znakowany szlak turystyczny.
Siwa Kotlina sąsiaduje:
- od zachodu z Graniastą Kotliną – oddzielona Siwą Granią,
- od południowego zachodu ze Zbójnickim Koryciskiem – oddzielona dolnymi partiami Siwej Grani i progiem zwanymi Niżnimi Siwymi Spadami,
- od południa z Niespodzianym Ogródkiem – oddzielona Niżnimi Siwymi Spadami,
- od wschodu ze Strzeleckimi Polami – oddzielona Wyżnimi Siwymi Spadami,
- od południowego wschodu ze Strzelecką Kotliną – oddzielona Strzeleckim Przechodem i Strzelecką Turnią.

## Szlaki turystyczne
– żółty szlak jednokierunkowy prowadzący ze Schroniska Téryego przez Czerwoną Ławkę do Schroniska Zbójnickiego.
- Czas przejścia ze Schroniska Téryego na przełęcz: 1:30 h
- Czas przejścia z przełęczy do Schroniska Zbójnickiego: 1:45 h